# كازوكي ماينا
كازوكي ماينا (باليابانية: 三根 和起) (18 أبريل 1993 في أوساكا في اليابان – )؛ هو لاعب كرة قدم ياباني سابق كان يلعب كمهاجم.

## وصلات خارجية
- كازوكي ماينا على موقع رابطة كرة القدم اليابانية للمحترفين (اليابانية)
- كازوكي ماينا على موقع قاعدة بيانات كرة القدم.إي يو (الإنجليزية)
- كازوكي ماينا على موقع Soccerway.com (الإنجليزية)
- كازوكي ماينا على موقع عالم كرة القدم.نت (الإنجليزية)